# レオン・フーコー

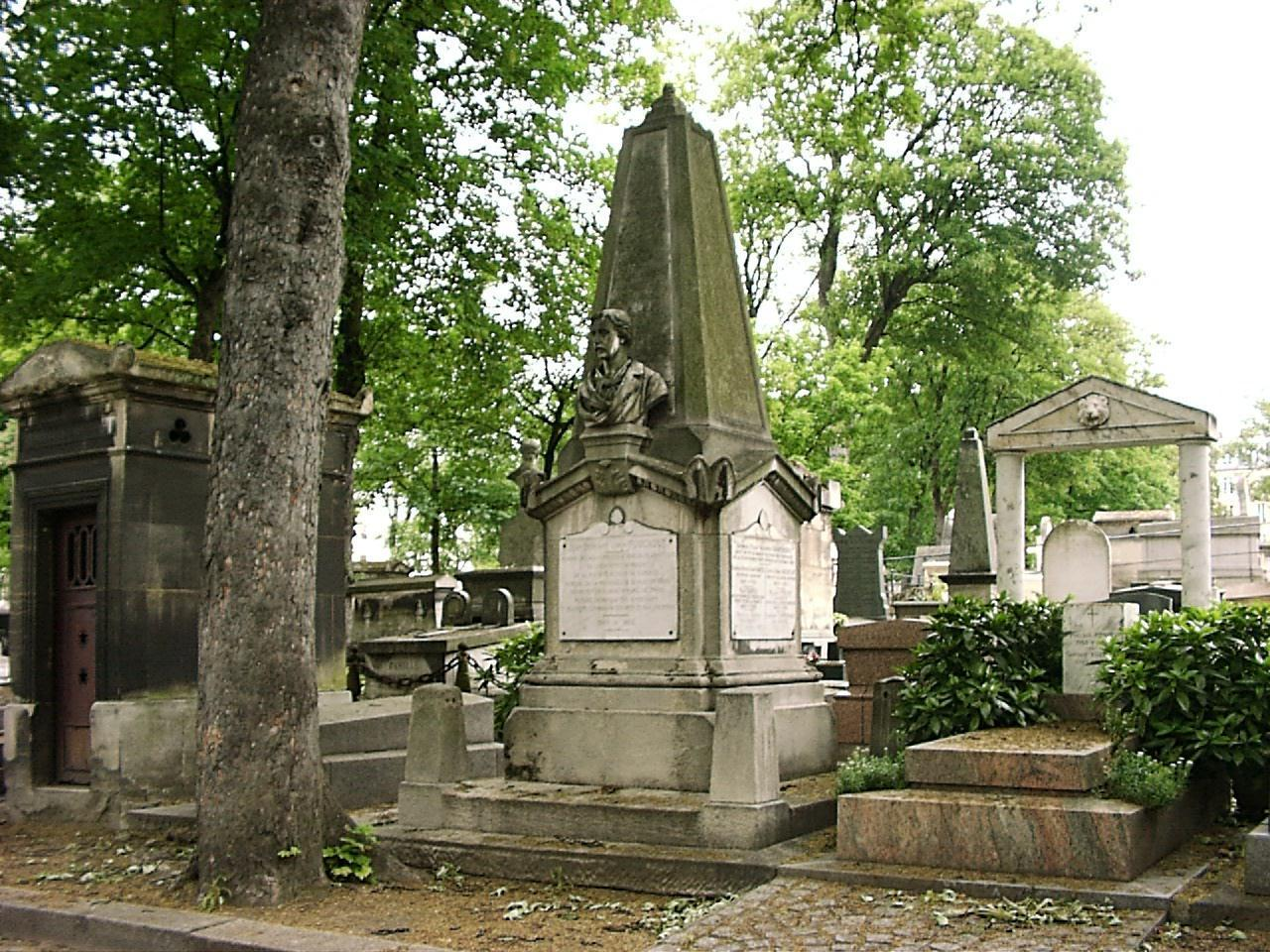
フーコーの墓（モンマルトル墓地）

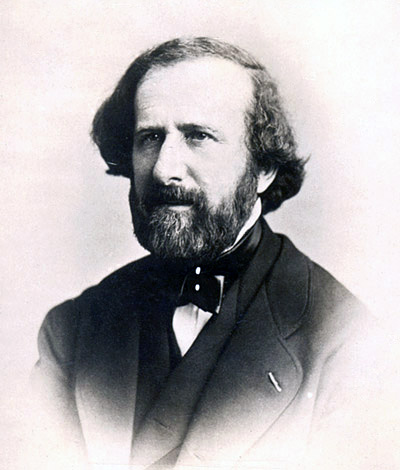
フーコーと共同研究を行ったアルマン・フィゾー

フーコーの振り子が描く軌道（左上の画像はフーコー）

ジャン・ベルナール・レオン・フーコー（フランス語:Jean Bernard Léon Foucault、1819年9月18日 - 1868年2月11日）は、フランス王国パリ出身の物理学者。
1851年に地球の自転を証明する際に用いられる「フーコーの振り子」の実験を行ったことで名高い。
また、1855年にはアルミニウムなどの金属板を強い磁界内で動かしたり、金属板の近傍の磁界を急激に変化させた際に、電磁誘導効果により金属内で生じる渦状の誘導電流である「渦電流（フーコー電流とも）」を発見した。
また、ジャイロスコープの発明者とされるが、実際は1817年にドイツの天文学者ヨハン・ゴットリープ・フリードリヒ・フォン・ボーネンベルガーが発明した。なお、フーコーが1851年に発明した「フーコーの振り子」をフーコー自身が「ジャイロスコープ」と呼称したため、「ジャイロスコープ」が一般に広まった。詰まるところ、1852年にフーコーが発明したのは「ジャイロスコープ」と言う「名称」である。
1855年にイギリス王立協会からコプリ・メダルが授与され、時のフランス皇帝ナポレオン3世からはレジオンドヌール勲章のオフィシエが与えられた。

## 生涯
1819年9月18日、フランス王国のパリに出版業者の父の元に生まれる。
少年期、パリとナントの双方で過ごし、普通教育を現在のパリ6区にある私立のスタニスラス校（en）にて受けていた。しかし、病弱な体質であったため学校へ通うことができず、家庭教師から勉学を学んだ。最初は外科医を目指し、医学を修める予定であったが、血液恐怖症でもあり虚弱体質のため断念した。
また、病弱ではあったが手先は器用で、蒸気機関や電信機、ボートなどの模型を巧みに製作したと言う逸話が残っている。
1830年末に、写真術の改良が理由で同国出身の物理学者アルマン・フィゾーと親しくなり、物理学や光学に傾倒した。
1844年以降は科学の教科書や新聞に科学記事などを執筆して生計を立て、フィゾーと共同で研究を行なった。
1845年4月、ダゲレオタイプにより太陽表面の詳細な写真撮影に初めて成功。
1847年は太陽からの放射が干渉を起こし、波動としての性質を有していることを発見、光速度測定装置の開発を行なった。同年、フィゾーと決別し、それぞれ独立して研究を続けた。
1849年にフィゾーは高速で回転する歯車の歯間を縫って通過した光と鏡を用いて光速度の測定を行った。光源から鏡の距離は予め計測済みだったため、歯車の回転速度と明暗の変化を調節することにより、光の速度は秒速31万5000kmと求まった。
1850年、フーコーは回転する鏡を用いた方法に固執し、空気中の光の速度は水中よりも大きくなることを証明した。
1851年、フーコーの振り子の実験により、地球は自転していることを実験的に証明。
1852年にジャイロスコープを命名。
1855年、渦電流を発見し、イギリス王立協会からコプリ・メダルが授与された。また同年、パリ天文台の助手になった。
1857年には鏡面製作法を発表した。
1862年、回転鏡による光速度測定法を改良してより正確な値を得た。また同年にフランス経度局の構成員となり、時のフランス皇帝ナポレオン3世からはレジオンドヌール勲章のオフィシエが与えられた。
1864年、生涯最大となる口径80cmF5.6反射望遠鏡主鏡を製作、この主鏡は1873年にマルセイユ天文台に製作された望遠鏡に使用され、同国出身の天文学者エドゥアール・ステファンにより「ステファンの五つ子」の発見など、業績を挙げている。イギリス王立協会の外国人会員に選出される。
1868年2月11日、多発性硬化症により、パリにて没した。その後、モンマルトル墓地に埋葬された。

## 科学的業績
フーコーは手先が器用であり、高い実験技術に裏打ちされた様々な精密測定により、多くの科学的業績をもたらした。

### フーコーの振り子
フーコーの業績で、とりわけよく知られているのが、フーコーの振り子を用いた地球の自転の実験的証明である。
フーコーがフィゾーと共に行った太陽表面の写真撮影では長時間の露光が必要であった。このため太陽の動きを追随してカメラを回転させる振り子仕掛けの装置がカメラに取り付けられていた。フーコーはカメラの回転に関わらず、振り子の振れの向きが一定方向を保っていることに気が付いた。彼は、このような振り子の振る舞いが、地球の自転の証明に応用できると思いついた。これがいわゆるフーコーの振り子である。地球が自転しているのならば、振り子の振動面が自転と逆方向に回転して見えるというものである。振り子の振動面を回転させる見かけ上の力は、コリオリの力として知られているが、この力を導いたフランスの物理学者、数学者、天文学者ガスパール＝ギュスターヴ・コリオリは、この力が自転の証明に使えるとは気づかずに世を去っていた。
1851年、自宅での予備実験に成功した後、パリのパンテオンにて公開実験に望んだ。長さ67mのワイヤーと、直径約30cm、重量28kgの鉄球からなる振り子をパンテオンの大ドームの天井から吊るした実験装置により、予想通りに振動面が回転することを示した。その後、1852年にフーコーはこの振り子の装置を「ジャイロスコープ」と名付けた。前述のように、この装置は現在知られている「ジャイロスコープ」とは異なる。

### 光速度の測定
フーコーとフィゾーは共同で光速度測定装置の開発を試みた。当時、光の波動説と粒子説が対立していたが、同国出身の数学者、天文学者、物理学者のフランソワ・アラゴは、空気中の光速と水中の光速を比較することで、いずれが正しいか立証できると主張していた。すなわち、空気中の光速が大きければ波動説が正しく、水中の光速が大きければ粒子説が正しいと考えたのである。フーコーとフィゾーは光速の測定により光の正体を明らかにしようと試みたのである。彼らが開発した装置は、回転する鏡を用いて測定すると言うアラゴが考案したものであった。
1847年に二人が袂を分かった後、フィゾーは回転歯車を用いた新たな光速度測定法を開発し、1849年に313,000km/sという測定結果を得た。
フーコーは回転する鏡を用いた当初の方法に固執し、1850年、空気中の光速は水中よりも大きくなることを証明した。フィゾーも後にフーコーと同じ結論を得ている。フーコーは自らの装置の改良を続け、1862年、298,000km/sという値を得た。この測定結果はフィゾーのものよりも正確であり、後世により精度の高い値として得られた結果値299,792.458km/sからの誤差は0.6%に過ぎない。

### フーコー電流
1855年、強い磁場中を回転する銅円盤に誘導起電力による渦電流（フーコー電流）が生じることを発見した。

### フーコーテスト
1859年、反射望遠鏡に用いる反射鏡の表面形状を精密に検査する方法を『パリ天文台年報』他3編の論文として発表し、その結果1860年代からイギリスでは多数の多くのアマチュアが銀メッキガラス鏡を製作するようになった。この方法はフーコーテスト、ナイフエッジテストと呼ばれ、2011年現在でも簡易検査方法として世界中で使われている。
- 凹面鏡主鏡の焦点に針先など小さいものを置き、物体とその反射像を一緒に顕微鏡で観察することで、その鏡がどの程度の鋭さを持っているかが分かる。
- 球面鏡の球心に置いた点光源を出た光は、再び球心へ集まるため、球心にナイフエッジを置き、その後方から目で見ると一様に陰るように見える。天体望遠鏡の反射鏡では、恒星のように無限遠の点源からの光を一点に集めるために放物面鏡が使われる。放物面鏡の球心に置いた光源を出た光は、反射鏡で反射する半径に応じて球心と少し異なる点に集まるため、ナイフエッジを置くと、一様に陰らずその曲面に応じた特有の影が生じ、まるで鏡が凹凸を示すように見える。
- 不透明で直線の刃物（ナイフエッジ）を、位置を少しずつ調整しながら光束を切ると、鏡面の凹凸がはっきり見える。そのナイフエッジの位置と、凹凸の様子から、球面からのズレが測定できる。慣れると1/16波長の誤差でも測定でき、高精度な鏡面の製作を助ける。

## その他
- フーコーの誕生日は1819年9月18日だが、フィゾーの誕生日は僅か5日遅れの1819年9月23日で、フィゾーが没した日はフーコーの誕生日である9月18日である[9]。
- フーコーの業績を讃えて 小惑星帯の小惑星にフーコーと名付けられた。
- エッフェル塔に名前を刻まれた72人のフランスの科学者の一覧にフーコーが記載されてある。
- 2013年9月18日、Googleのトップページにフーコー生誕194周年を記念してフーコーの振り子がロゴに採用された[17][18]。